# Cocido
Le cocido, ou cozido, est un mets traditionnel, consommé comme plat principal en Espagne, au Portugal, au Brésil et dans d'autres pays hispanophones et lusophones.

## Étymologie
En espagnol, cocido est le participe passé du verbe cocer (« faire bouillir »), ce qui signifie littéralement « chose bouillie ». En portugais, le mot cozido signifie « cuit", « bouilli » ou « cuit au four », étant le participe passé du verbe cozer (« cuire », « bouillir » ou « cuire au four »).
Le cocido est composé de diverses viandes (porc, bœuf, poulet, mouton), d'embutidos et de légumes comme le chou, les navets, les panais, les pommes de terre, les carottes et les pois chiches (garbanzos). D'autres aliments (comme les œufs ou le fromage) peuvent être ajoutés avant de servir. En raison de la grande diversité régionale de ce plat, le mot cocido est généralement suivi du lieu d'origine (par exemple madrileño, maragato, lebaniego, gallego).

## Préparation et ingrédients

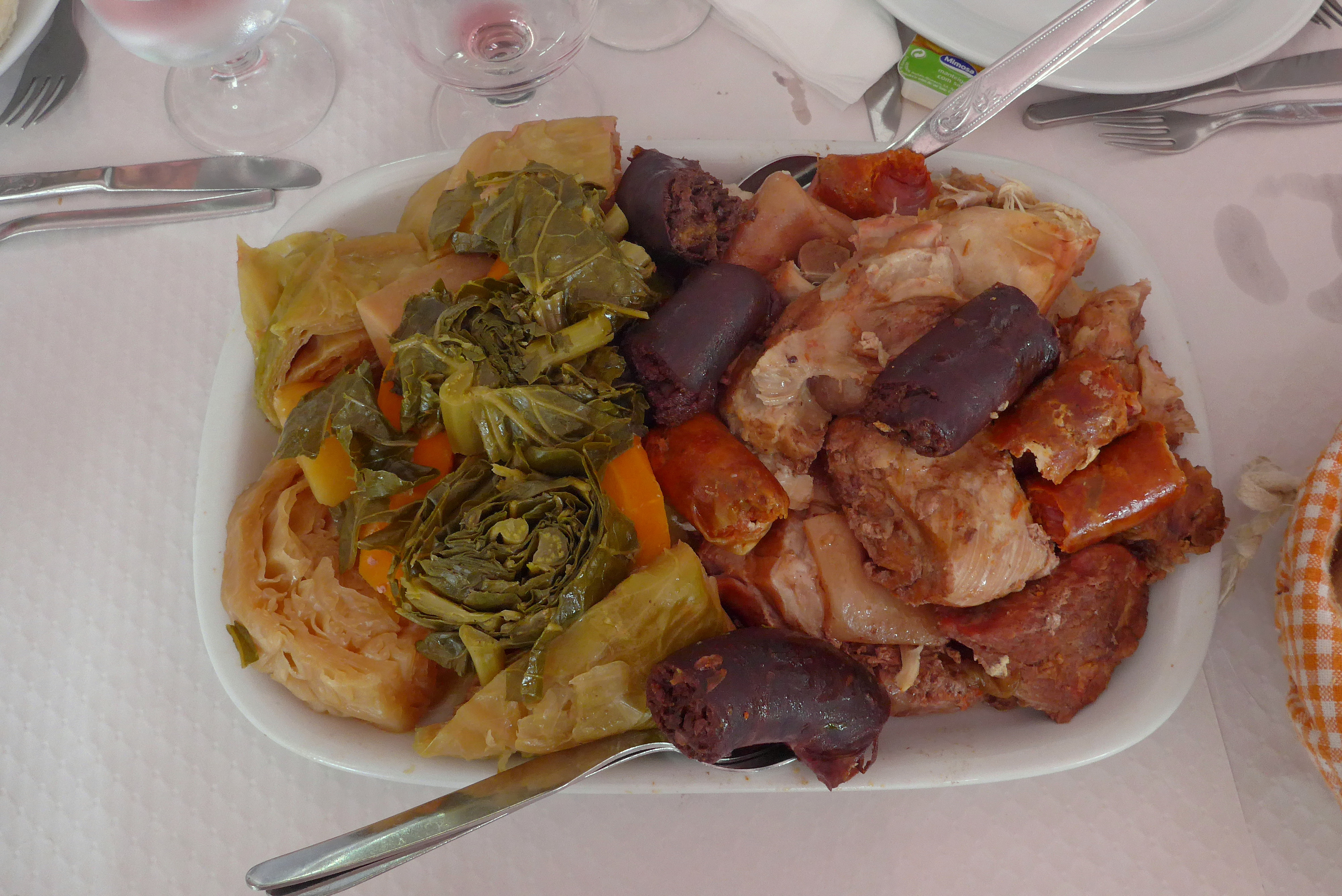
Le cozido est un plat local de Furnas sur l'île de São Miguel (Açores). Il contient du porc, du bœuf, du poulet, du boudin noir, du chorizo, des pommes de terre, des patates douces, du chou et des ignames et est cuit dans le sol volcanique chaud.

La méthode de préparation de base consiste en une cuisson lente à feu doux. Le cozido peut être préparé avec une grande variété de légumes, de viandes, de poissons et de fruits de mer. Les ingrédients varient selon les régions.

## Cozidoportugais

### Cozido à portuguesa
Au Portugal, le cozido à portuguesa est préparé avec plusieurs légumes (haricots, pommes de terre, carottes, navets, choux, riz), de la viande (poulet, côtes de porc, lard, oreilles et pieds de porc, diverses parties de bœuf), des saucisses fumées (chouriço, farinheira, morcela, boudin), et d'autres ingrédients,. De nombreuses variantes régionales existent dans tout le Portugal, et le plat est considéré comme faisant partie du patrimoine portugais.

### Cozido de grão
Le cozido de grão est préparé avec des pois chiches comme ingrédient principal.
Sur l'île de São Miguel, dans les Açores, le cozido de viande connu sous le nom de cozido das Furnas est cuit sous terre pendant quatre à cinq heures, avec la chaleur naturelle des activités volcaniques de la vallée de Furnas,.

### Cozido brésilien
Au Brésil, les pommes de terre, les patates douces, les carottes et le manioc sont couramment utilisés. Les bananes peuvent également être incluses dans les plats de cozido brésilien.